# Вест-Гейверстро (Нью-Йорк)
Вест-Гейверстро (англ. West Haverstraw) — селище (англ. village) в США, в окрузі Рокленд штату Нью-Йорк. Населення — 10 678 осіб (2020).

## Географія
Вест-Гейверстро розташований за координатами 41°12′25″ пн. ш. 73°59′18″ зх. д. / 41.20694° пн. ш. 73.98833° зх. д. (41.207053, -73.988335).  За даними Бюро перепису населення США в 2010 році селище мало площу 4,00 км², з яких 3,94 км² — суходіл та 0,06 км² — водойми.

## Демографія
Згідно з переписом 2010 року, у селищі мешкало 10 165 осіб у 3325 домогосподарствах у складі 2473 родин. Густота населення становила 2544 особи/км².  Було 3488 помешкань (873/км²).
Расовий склад населення:
| - 56,6 % — білих - 18,1 % — чорних або афроамериканців - 4,6 % — азіатів - 0,3 % — корінних американців - 0,1 % — вихідців з тихоокеанських островів - 15,5 % — осіб інших рас |

До двох чи більше рас належало 4,9 %. Частка іспаномовних становила 40,9 % від усіх жителів.
За віковим діапазоном населення розподілялося таким чином: 25,6 % — особи молодші 18 років, 63,3 % — особи у віці 18—64 років, 11,1 % — особи у віці 65 років та старші. Медіана віку мешканця становила 35,8 року. На 100 осіб жіночої статі у селищі припадало 94,8 чоловіків;  на 100 жінок у віці від 18 років та старших — 90,2 чоловіків також старших 18 років.
Середній дохід на одне домашнє господарство  становив 86 038 доларів США (медіана — 75 455), а середній дохід на одну сім'ю — 90 538 доларів (медіана — 79 505). Медіана доходів становила 51 430 доларів для чоловіків та 32 154 долари для жінок. За межею бідності перебувало 11,7 % осіб, у тому числі 17,4 % дітей у віці до 18 років та 2,9 % осіб у віці 65 років та старших.
Цивільне працевлаштоване населення становило 5045 осіб. Основні галузі зайнятості: освіта, охорона здоров'я та соціальна допомога — 28,5 %, роздрібна торгівля — 13,6 %, мистецтво, розваги та відпочинок — 9,3 %, науковці, спеціалісти, менеджери — 8,9 %.